# Le Port de La Rochelle (Corot)
Pour les articles homonymes, voir Le Port de La Rochelle.
Le Port de La Rochelle est un tableau réalisé par le peintre français Jean-Baptiste Camille Corot en 1851. De format horizontal, cette huile sur toile est une marine qui représente le Vieux-Port de La Rochelle, en Charente-Maritime. Centrée sur la tour de la Chaîne, la composition est dominée par la tour Saint-Nicolas et la tour de la Lanterne, le premier plan à gauche montrant des chevaux sur les quais.
Exposée au Salon en 1852, l'œuvre est achetée à l'artiste par Alfred Robaut à Arras en 1868. Elle passe ensuite par la collection de Constant Dutilleux avant d'être montrée à l'exposition universelle de 1889, de nouveau à Paris. Legs de Stephen Carlton Clark en 1903, l'œuvre est conservée depuis 1961 à la Yale University Art Gallery à New Haven, dans le Connecticut, aux États-Unis.